# Teatro Nazionale di Praga
Il Teatro Nazionale di Praga (in ceco Národní Divadlo) è il più famoso teatro d'opera boemo ed è considerato monumento nazionale della Repubblica Ceca. Ivi — nella parte annessa del più antico teatro degli Stati — furono messe in scena per la prima volta nel 1787 il Don Giovanni e nel 1791 La clemenza di Tito, capolavori operistici di Mozart.

## Storia e descrizione
L'idea di costruire uno teatro indipendente risale al 1844 e si concretizzò in una richiesta, presentata al parlamento regionale, da parte di František Palacký il 29 gennaio 1845. L'autorizzazione giunse nell'aprile 1845 e i primi appelli alla raccolta fondi per la costruzione del teatro vennero pubblicati nel 1851 a cura del "Comitato per la costruzione del Teatro Nazionale". L'anno successivo il comitato fu in grado di acquistare un terreno sulle rive della Moldava di fronte al Castello di Praga, la forma trapezoidale del terreno creò però alcuni problemi ai progettisti. Venne edificato, su progetto dell'architetto Vojtěch Ignác Ullmann un teatro provvisorio (České Prozatímní Divadlo), inaugurato nel 1862 e che più tardi divenne parte integrante dell'edificio definitivo.
Un gruppo di giovani artisti e intellettuali praghesi (fra i quali Karel Sladkovský, Miroslav Tyrš, Jan Neruda e Vítězslav Hálek), membri del comitato e sostenitori della necessità di costruire un edificio più ampio e ambizioso nel 1865 incaricarono Josef Zítek, un docente di ingegneria civile del Politecnico di Praga, di creare un progetto per il Teatro Nazionale, in seguito il progetto vinse il concorso di progettazione, la posa della prima pietra risale al 16 maggio 1868. 
Il teatro quasi finalizzato fu aperto 11 giugno 1881 in occasione della visita dell'erede al trono Rodolfo d'Asburgo-Lorena, vennero fatte 11 rappresentazioni prima di una nuova chiusura per permettere il completamento dei lavori. Due mesi dopo, il 12 agosto, probabilmente per colpa di alcuni lattonieri imprudenti, il cantiere prese fuoco, distruggendo il tetto dell'edificio, la sala e il palco. Per fortuna, in un solo mese, i cittadini di Praga raccolsero un milione di corone d'oro per la sua ricostruzione e, dopo altri due anni, la "cappella d'oro" fu riparata secondo i progetti di Josef Schulz, potendo così riaprire al pubblico il 18 novembre 1883 con l'opera Libuše di Bedřich Smetana.  Al giorno d'oggi il Teatro Nazionale consta di tre complessi artistici — opera, balletto e teatro — che alternano vicendevolmente le loro esibizioni nello storico edificio del Teatro Nazionale, nel teatro di Stato ed al teatro Kolowrat. Tutte e tre le ensemble selezionano il loro repertorio non solo fra il ricco patrimonio classico, ma prestano attenzione anche sulla produzione artistica moderna.

## Galleria d'immagini

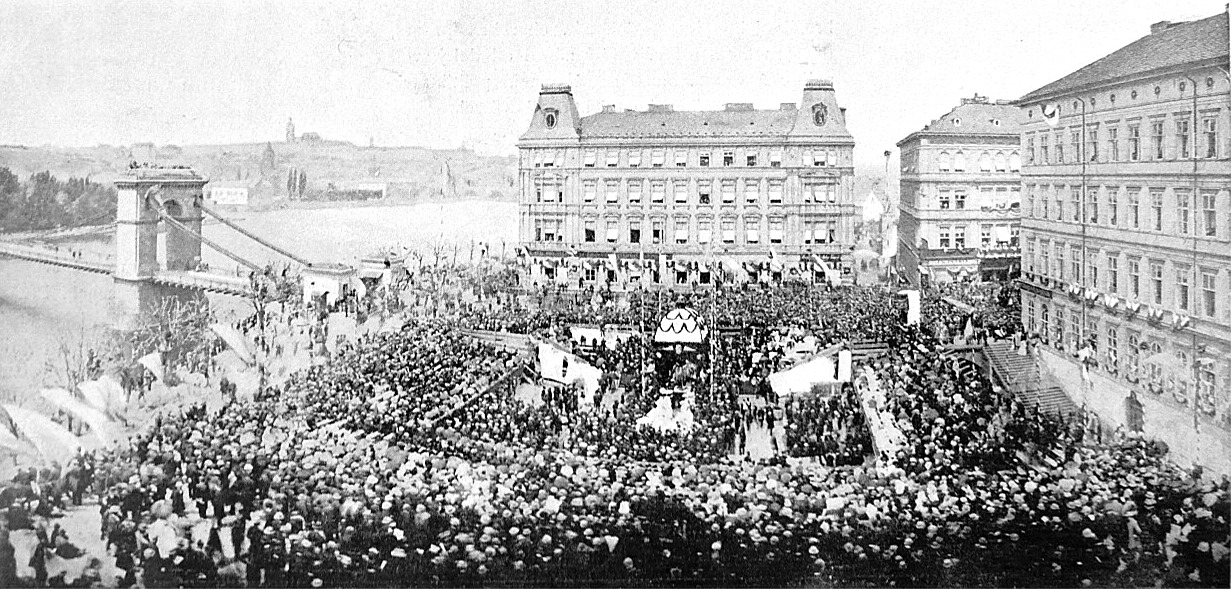
Posa della prima pietra il 16 maggio 1868.
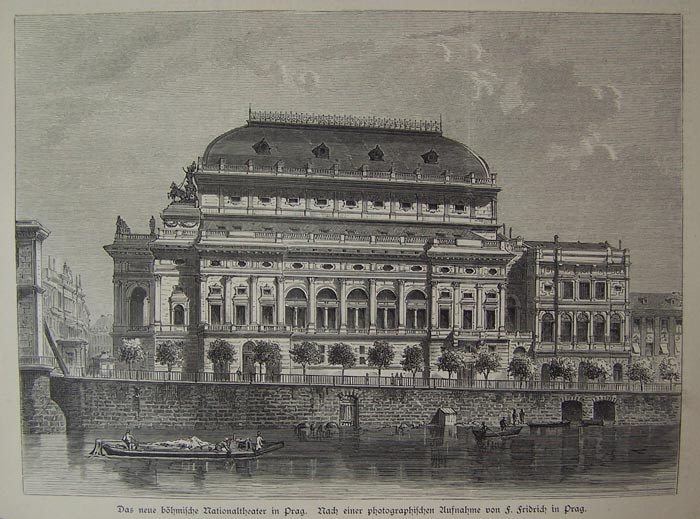
Il Teatro Nazionale appena terminato nel 1881.
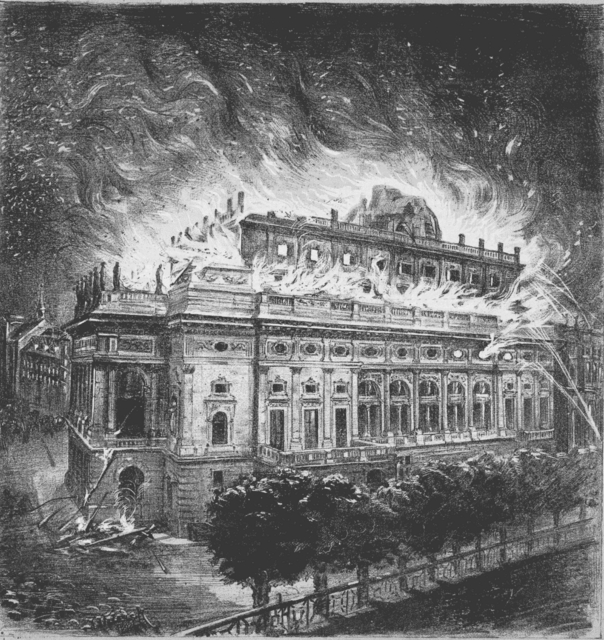
Il successivo incendio che distrusse la volta.
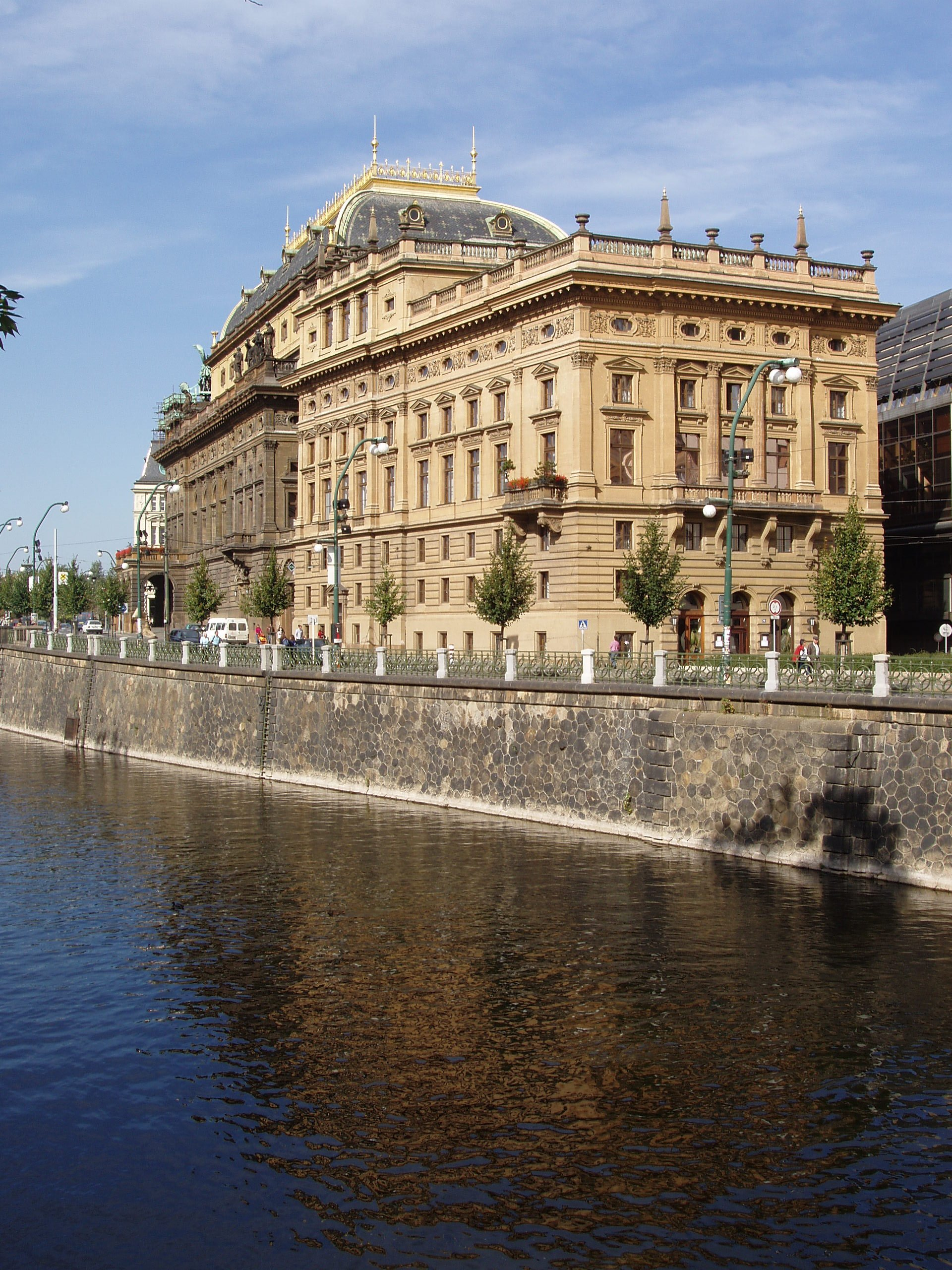
Vista dal retro.
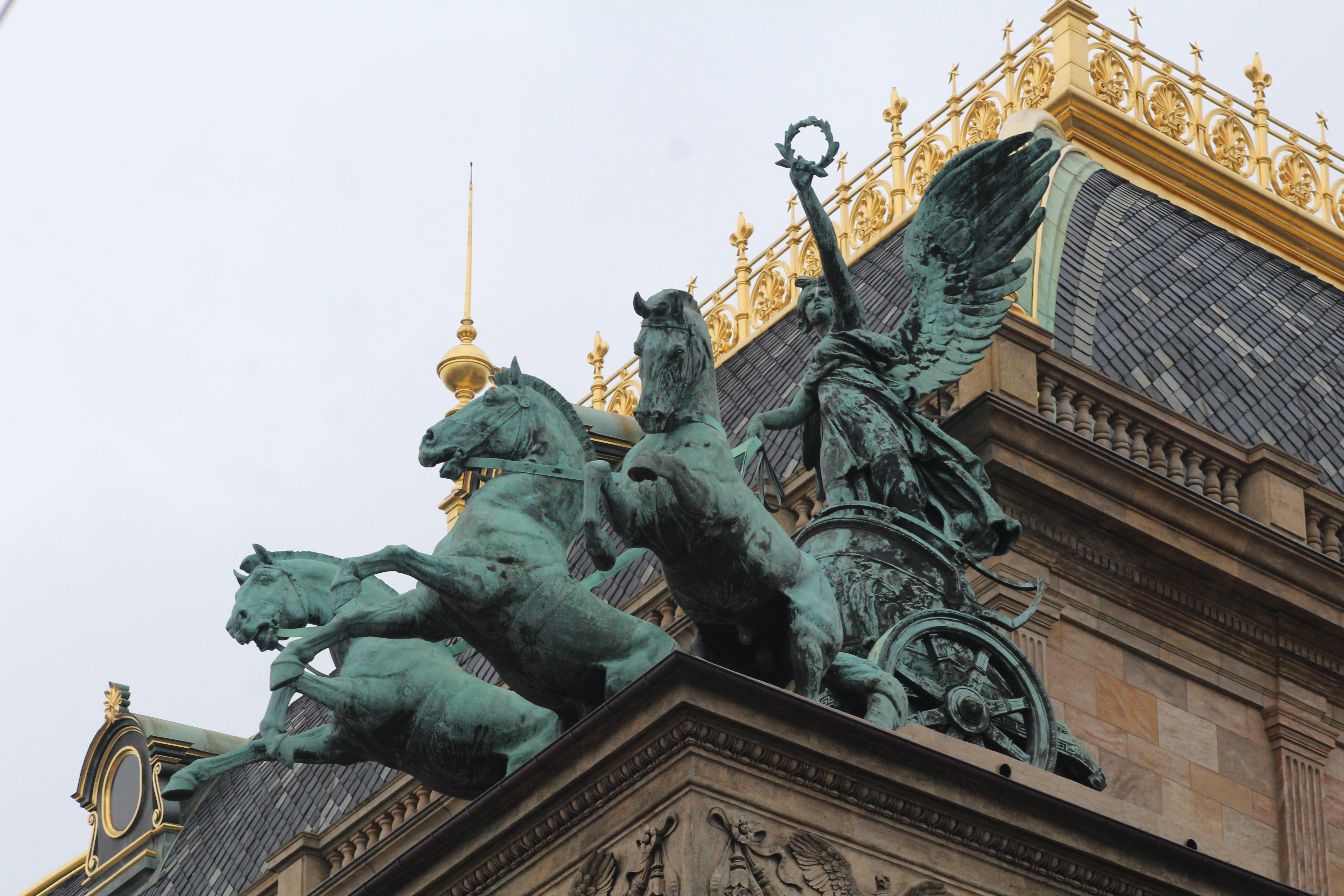
Teatro Nazionale di Praga
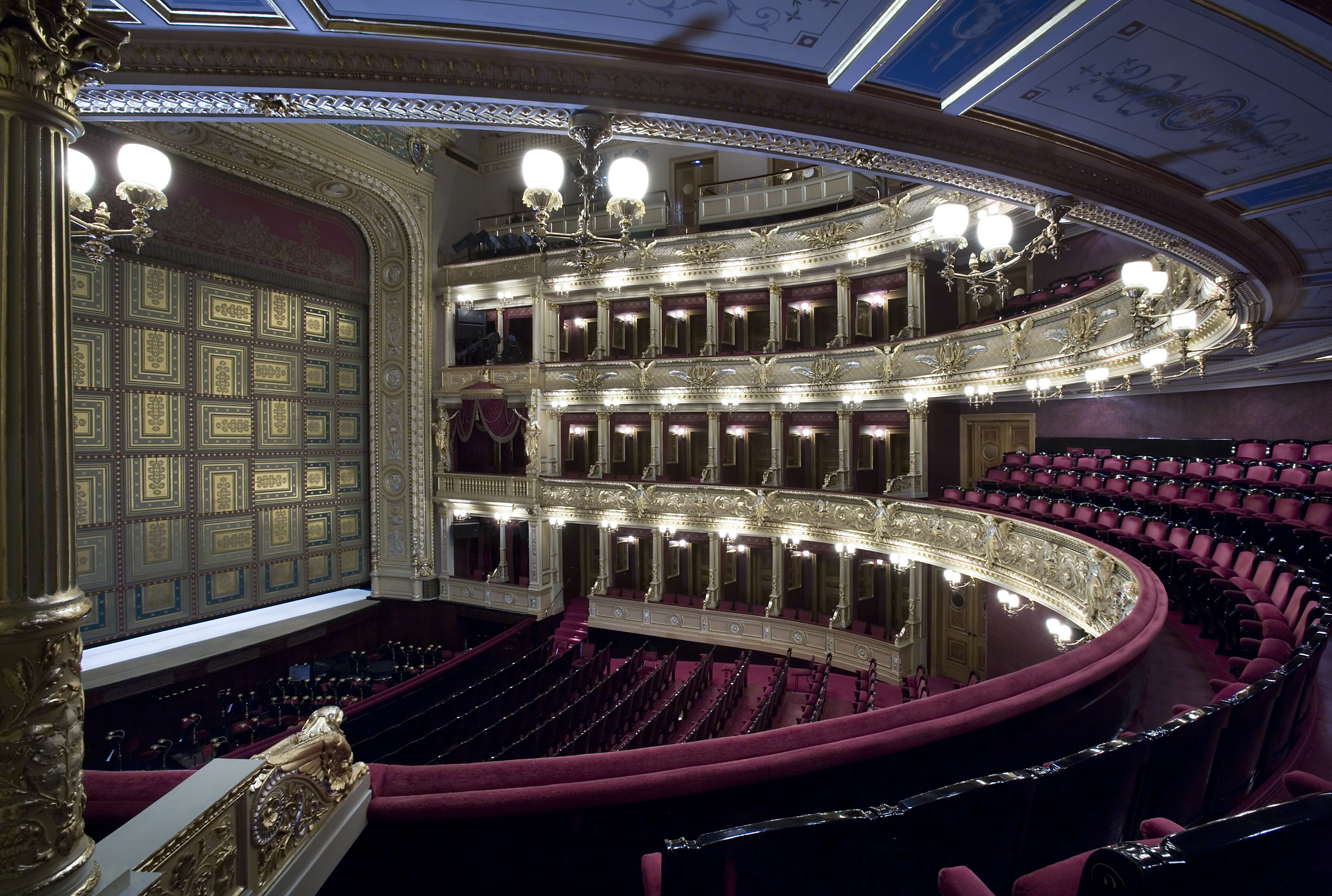
Teatro Nazionale di Praga
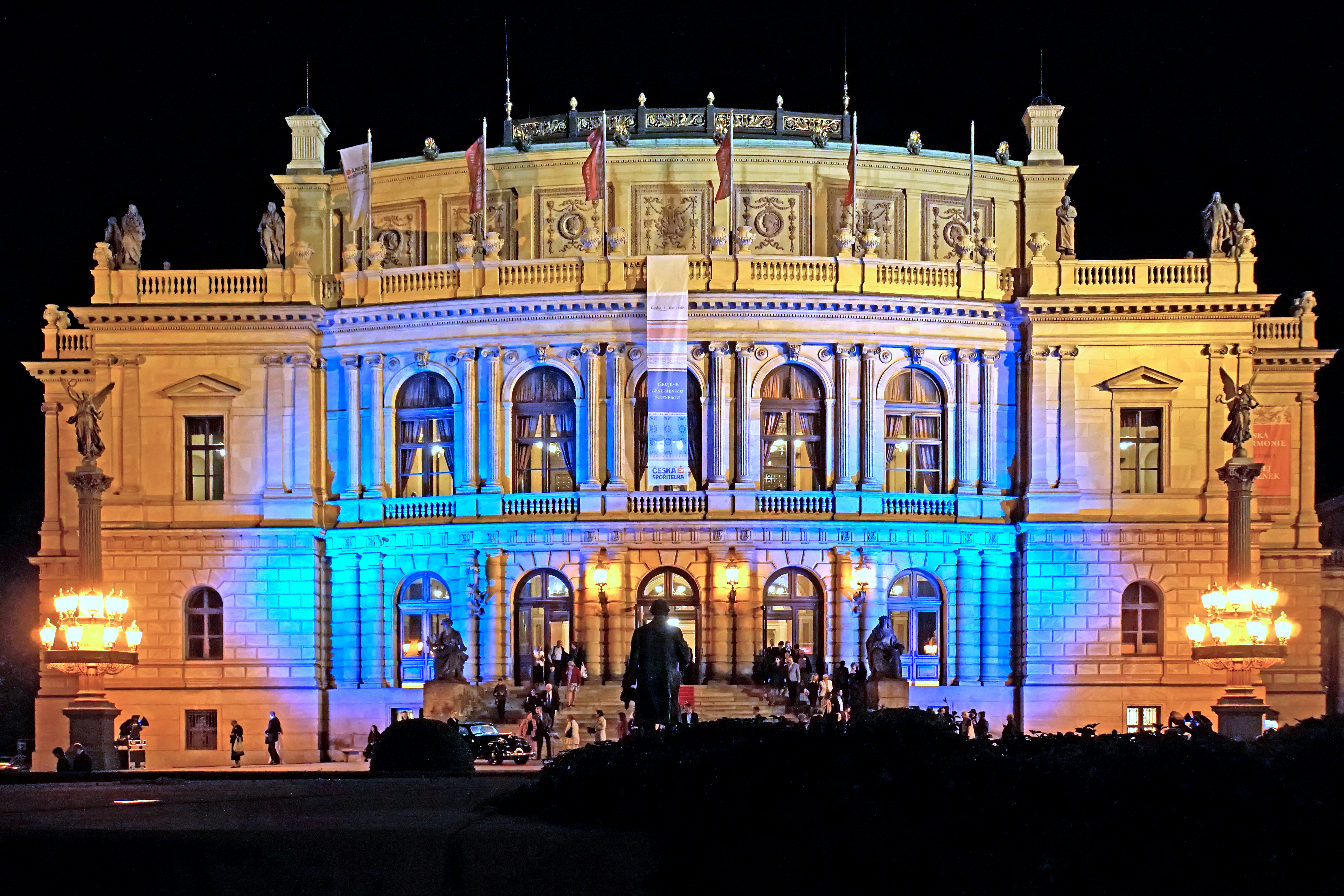
Teatro Nazionale, Clementinum, Praga
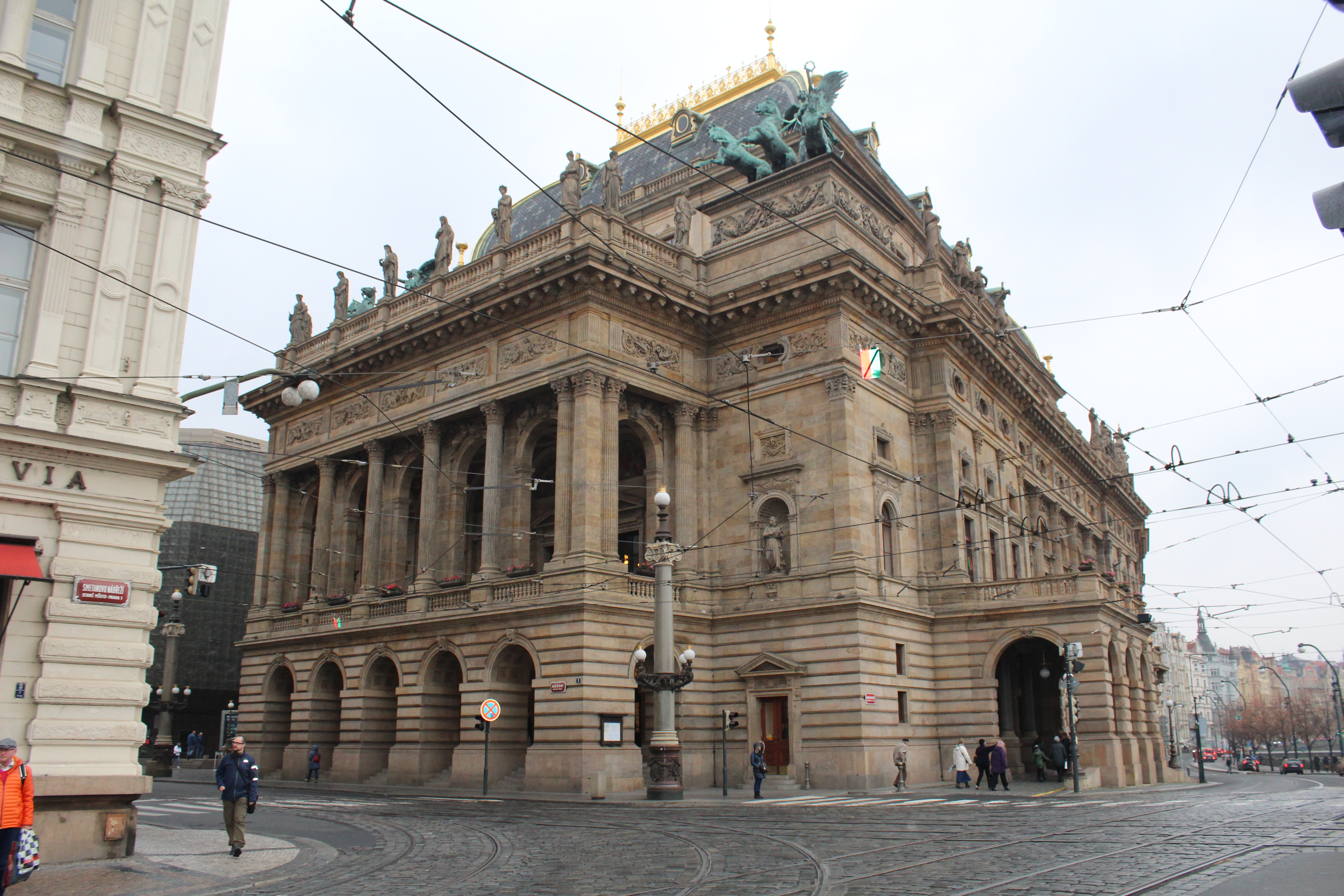
Teatro Nazionale di Praga
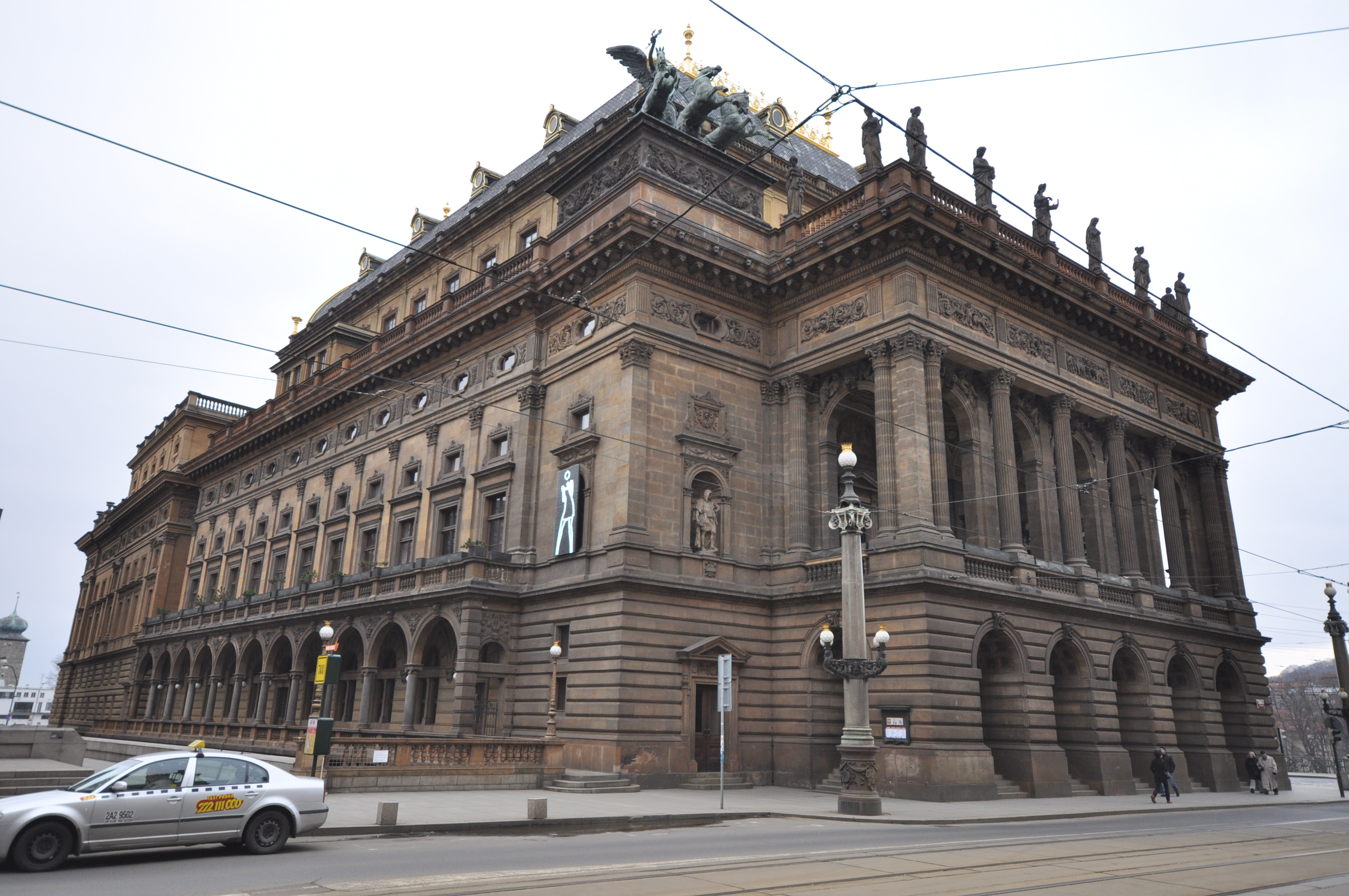
Teatro Nazionale di Praga
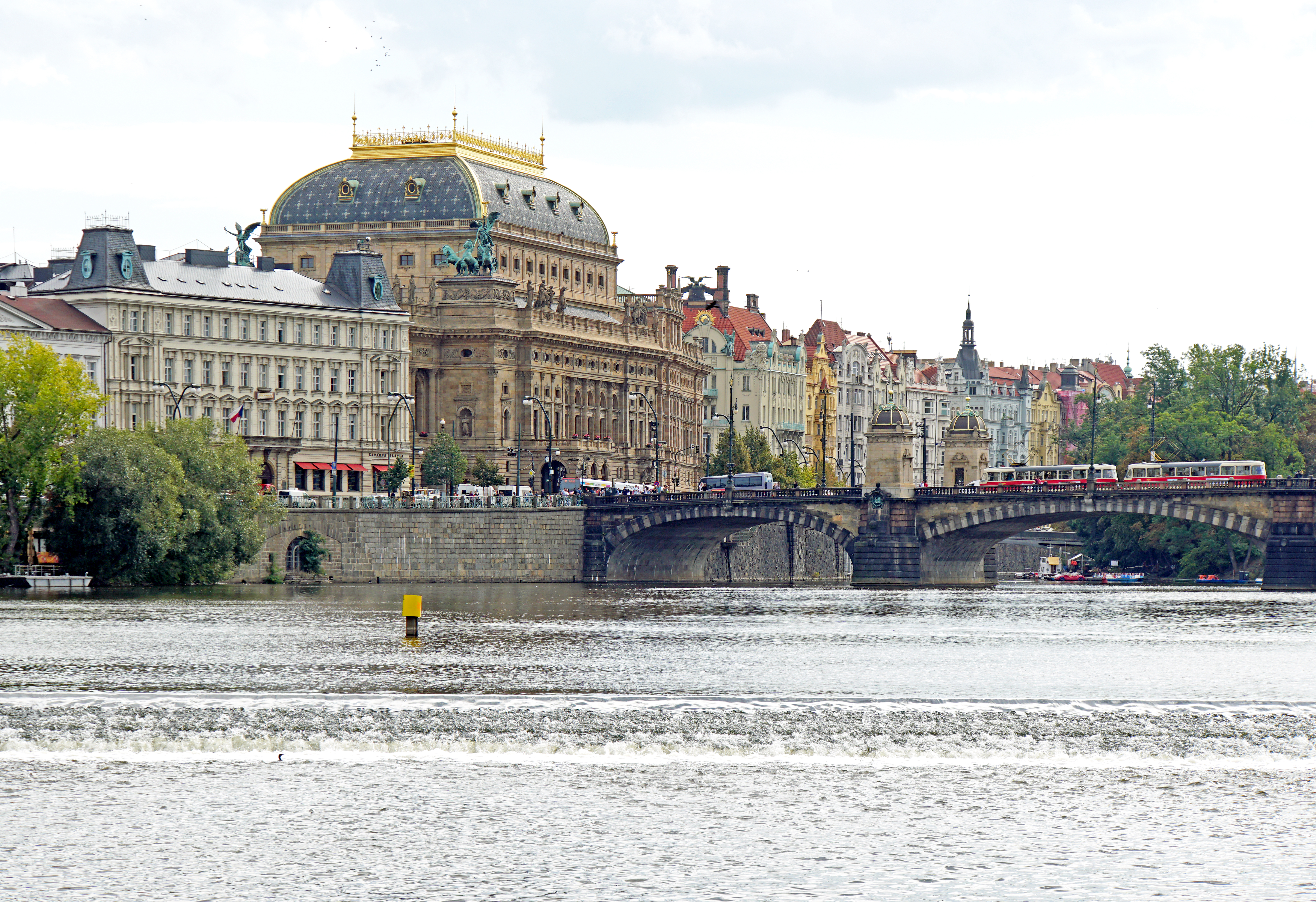
Il ponte della Legione e il Teatro Nazionale in lontananza.
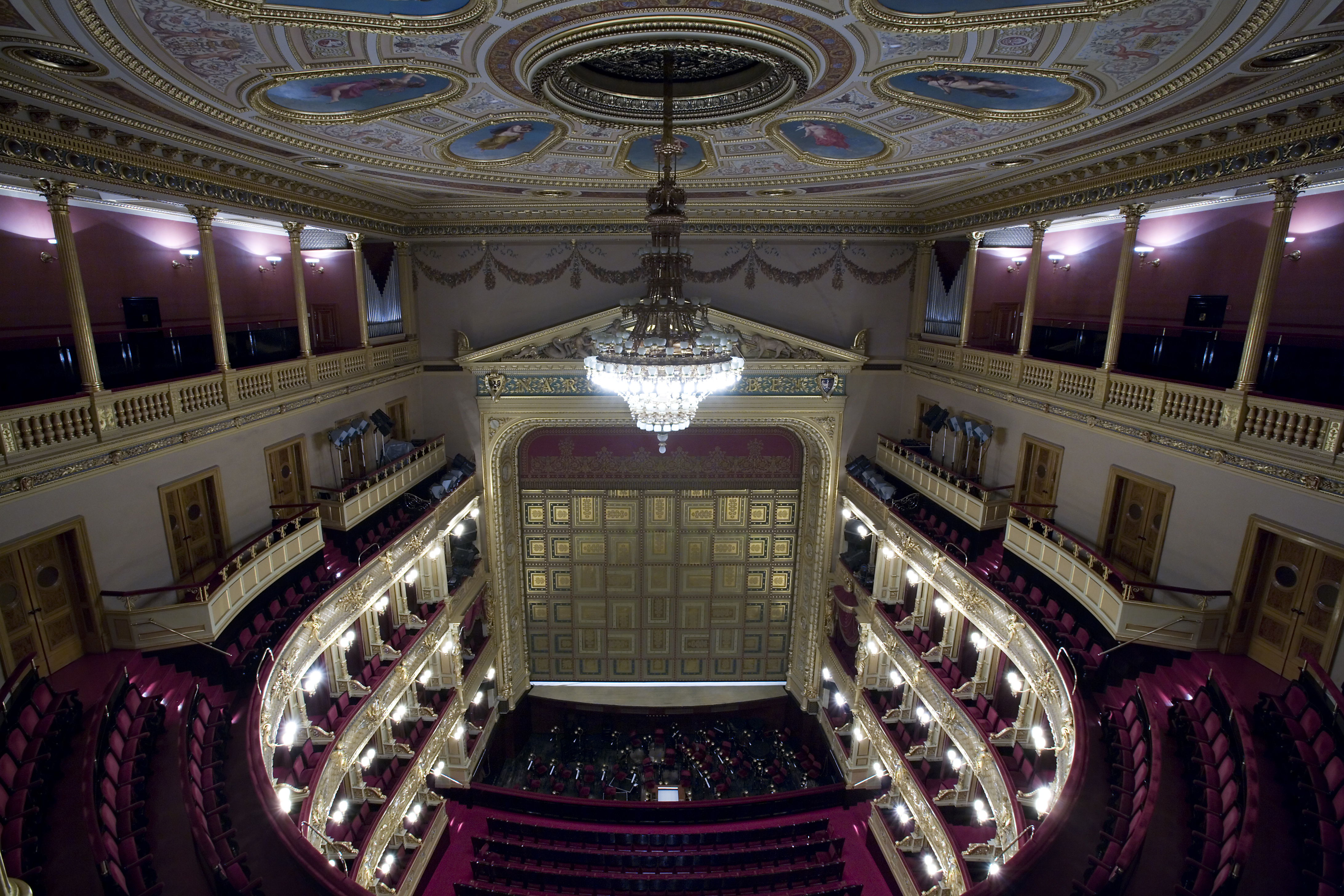
Teatro Nazionale, Praga
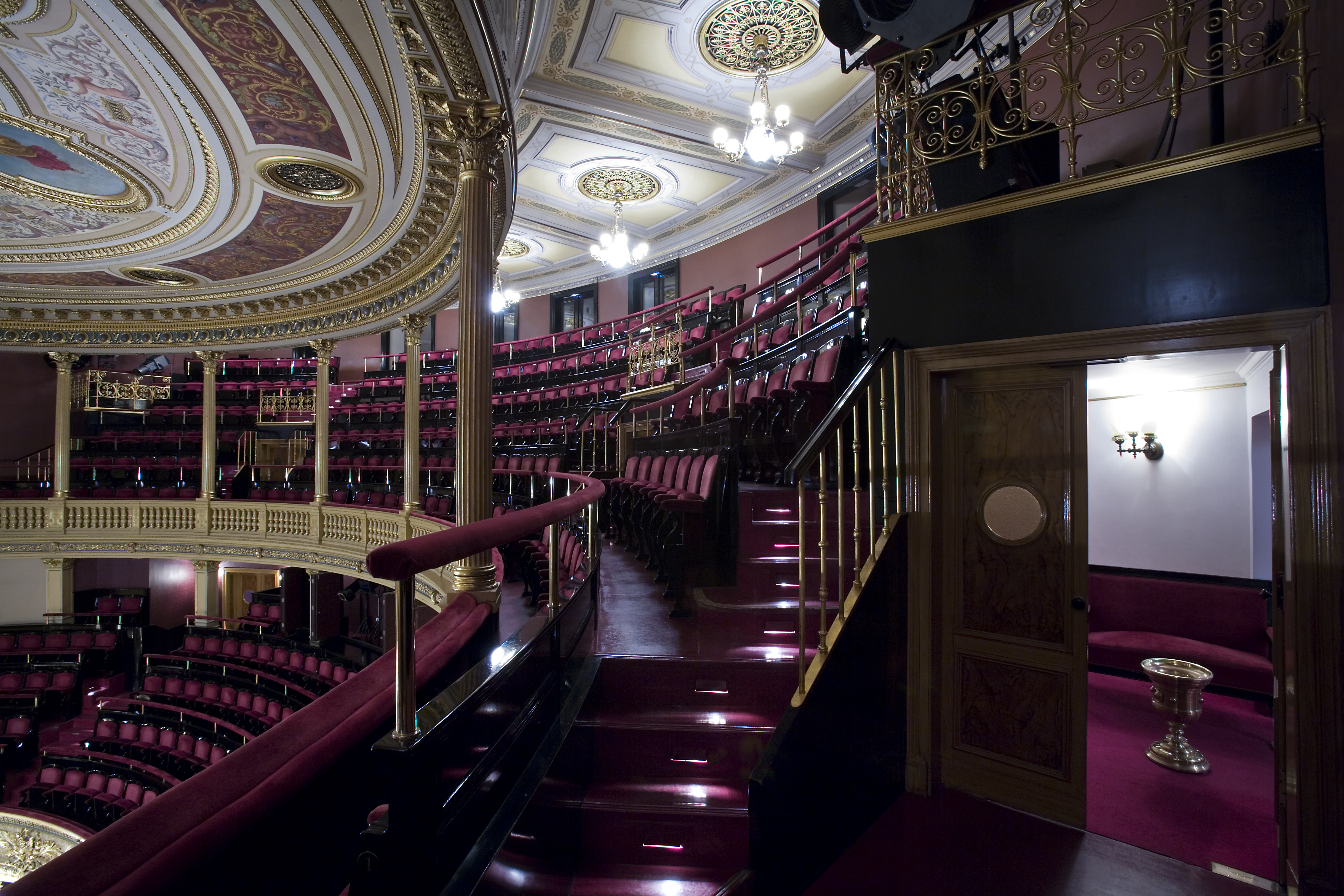
Teatro Nazionale, Praga
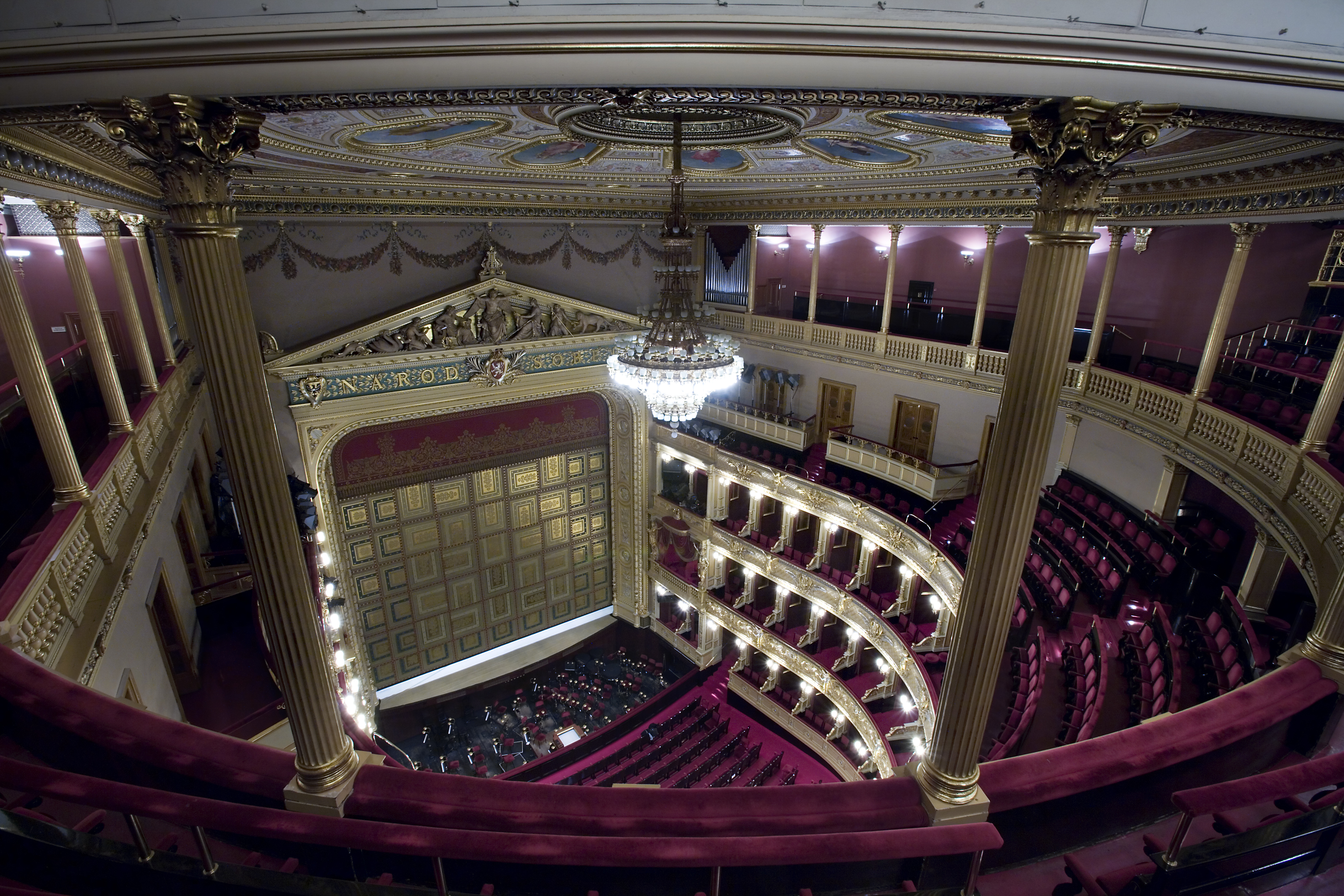
Teatro Nazionale, Praga
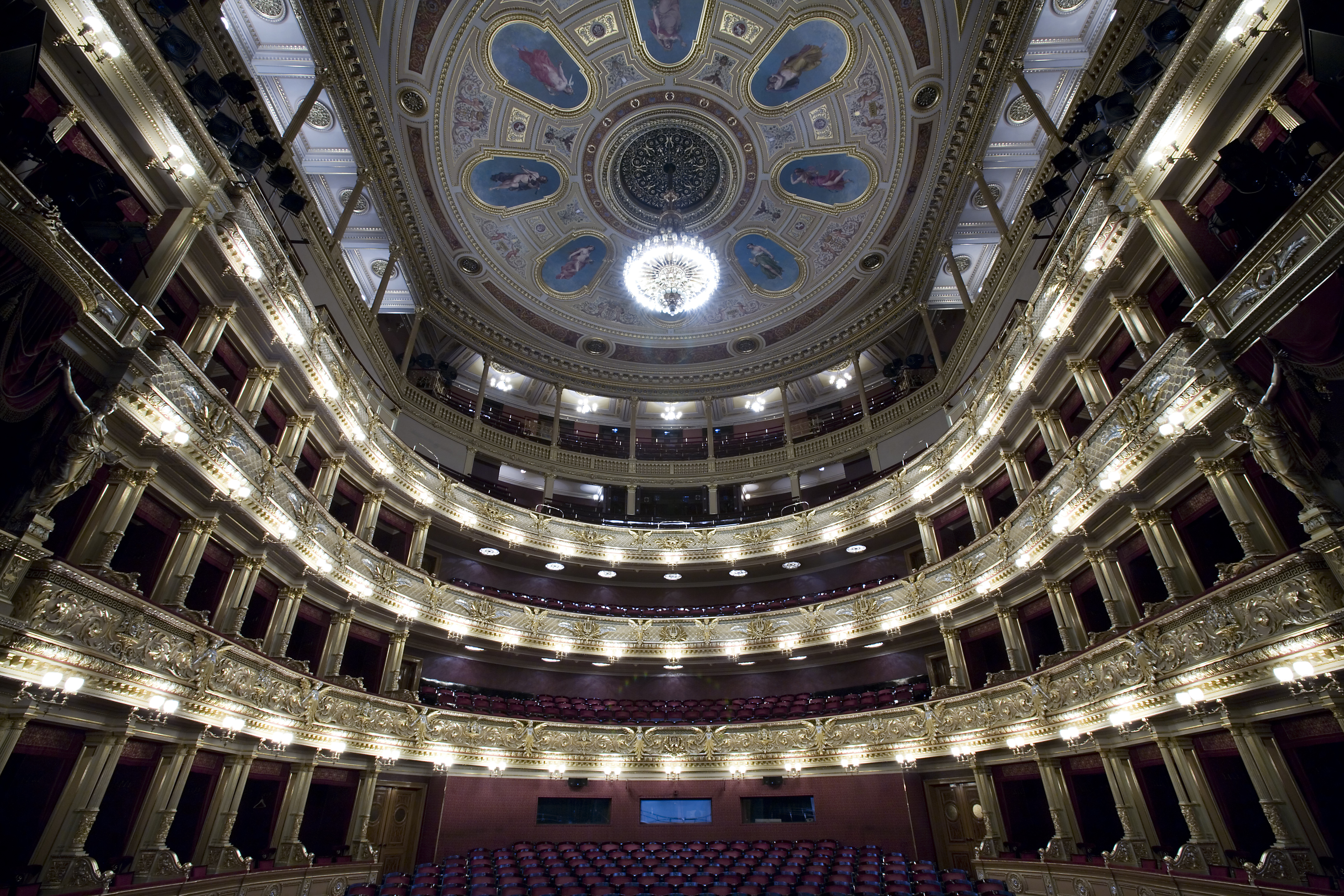
Teatro Nazionale, Praga
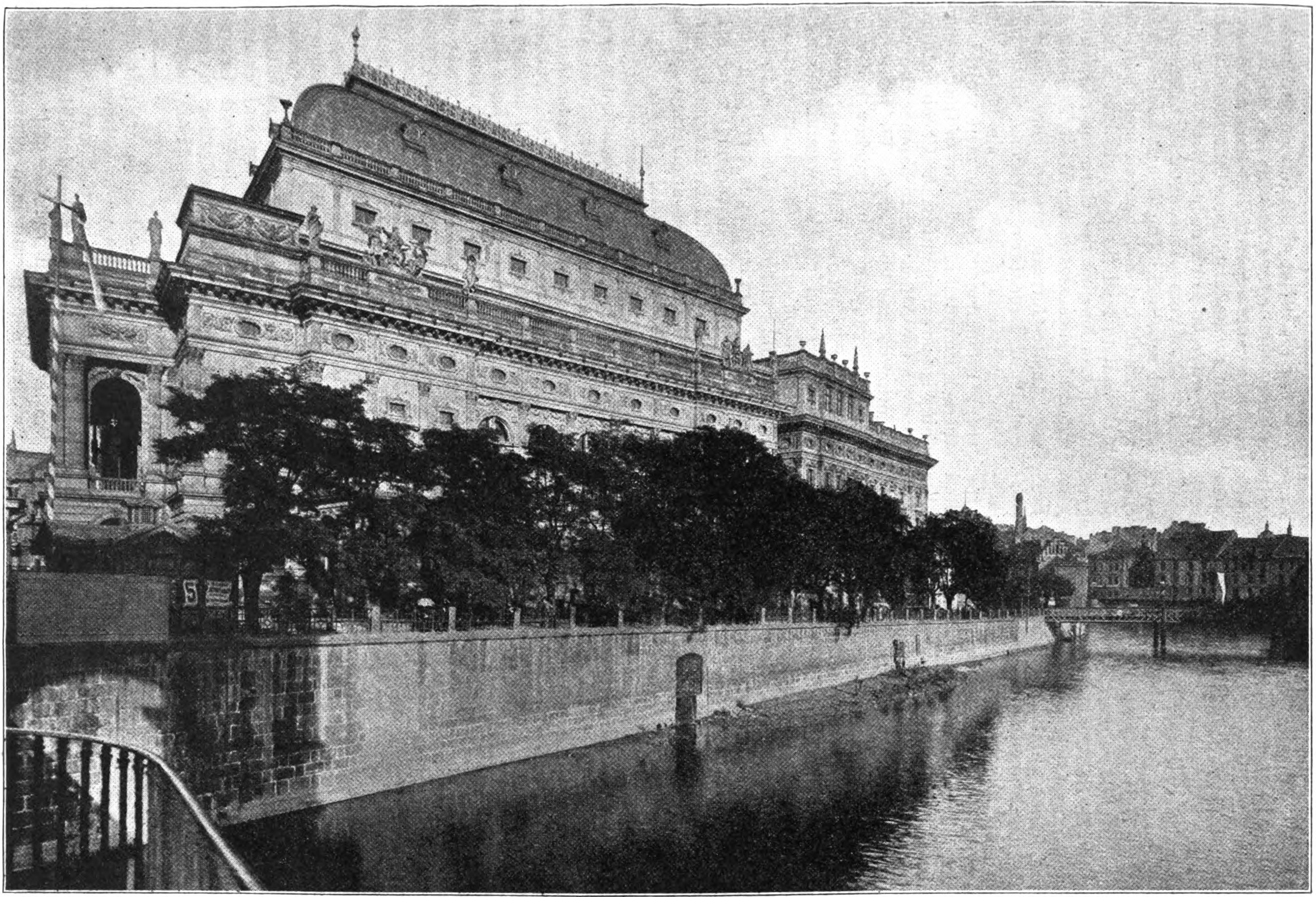
Teatro Nazionale Ceco sulla riva della Moldava
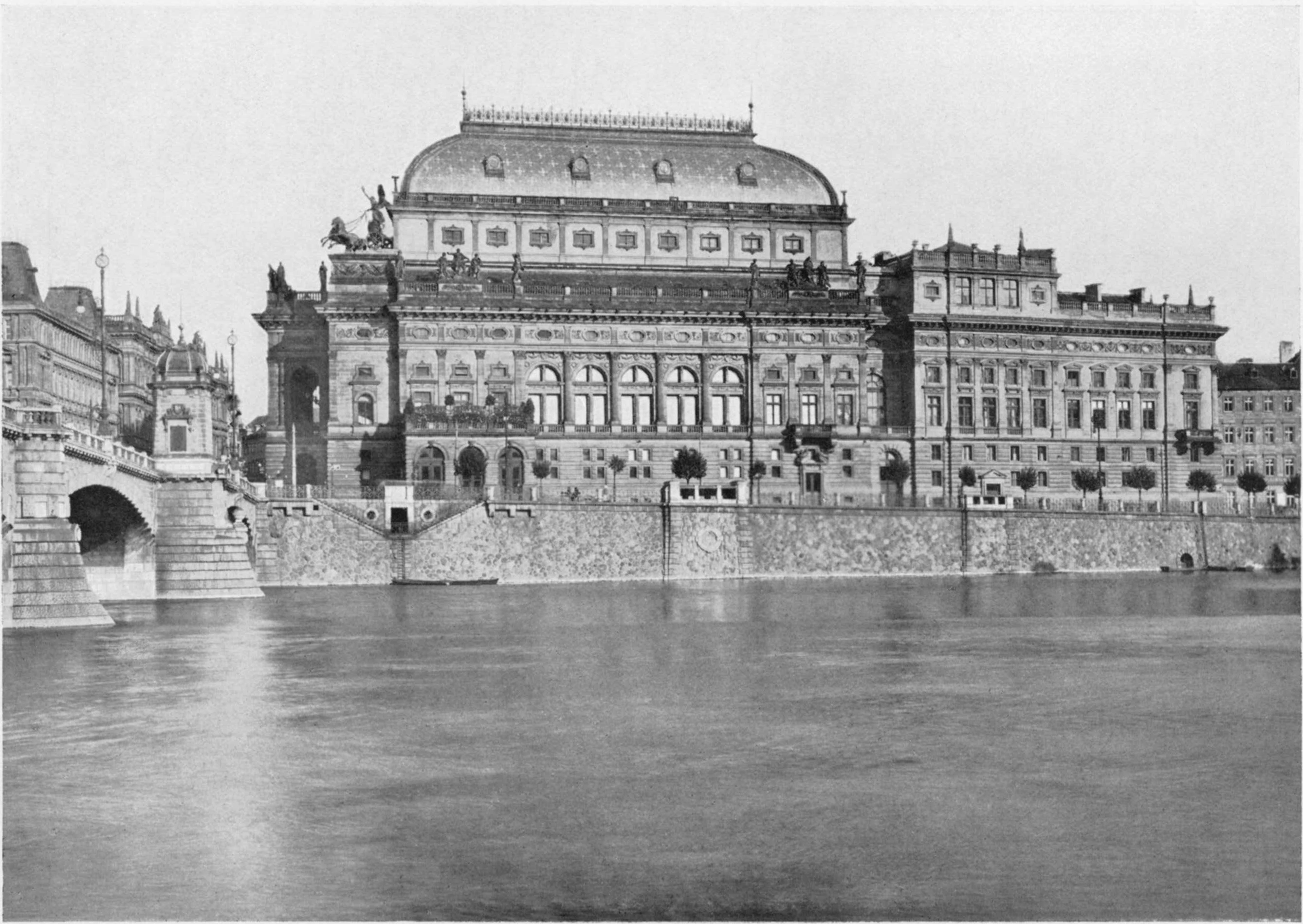
Teatro Nazionale, Praga, dal libro Arte ceca moderna e contemporanea
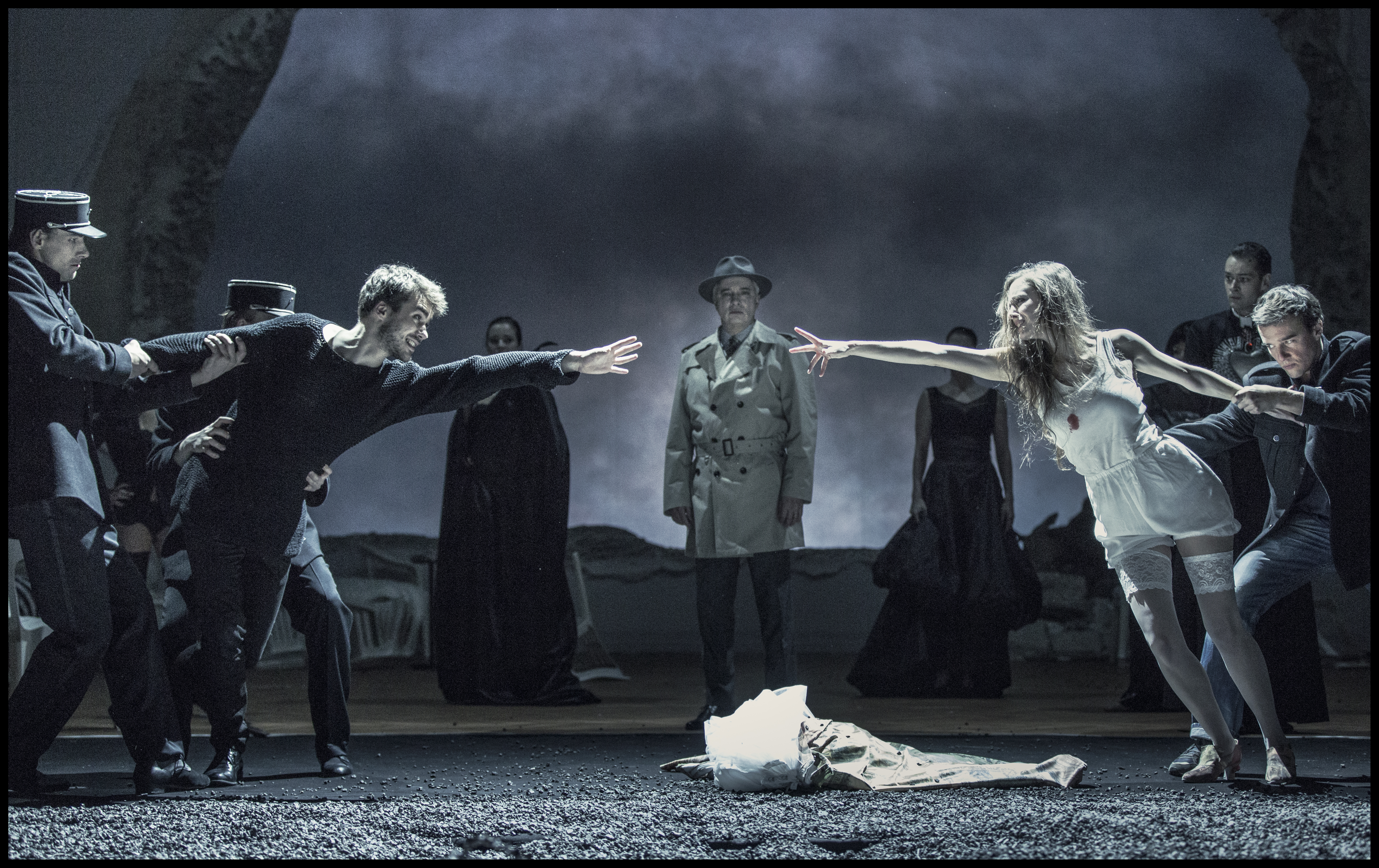
Girato dalla produzione di Manon Lescaut. Teatro Nazionale, regia di Daniel Špinar, prima 11/02/2016.
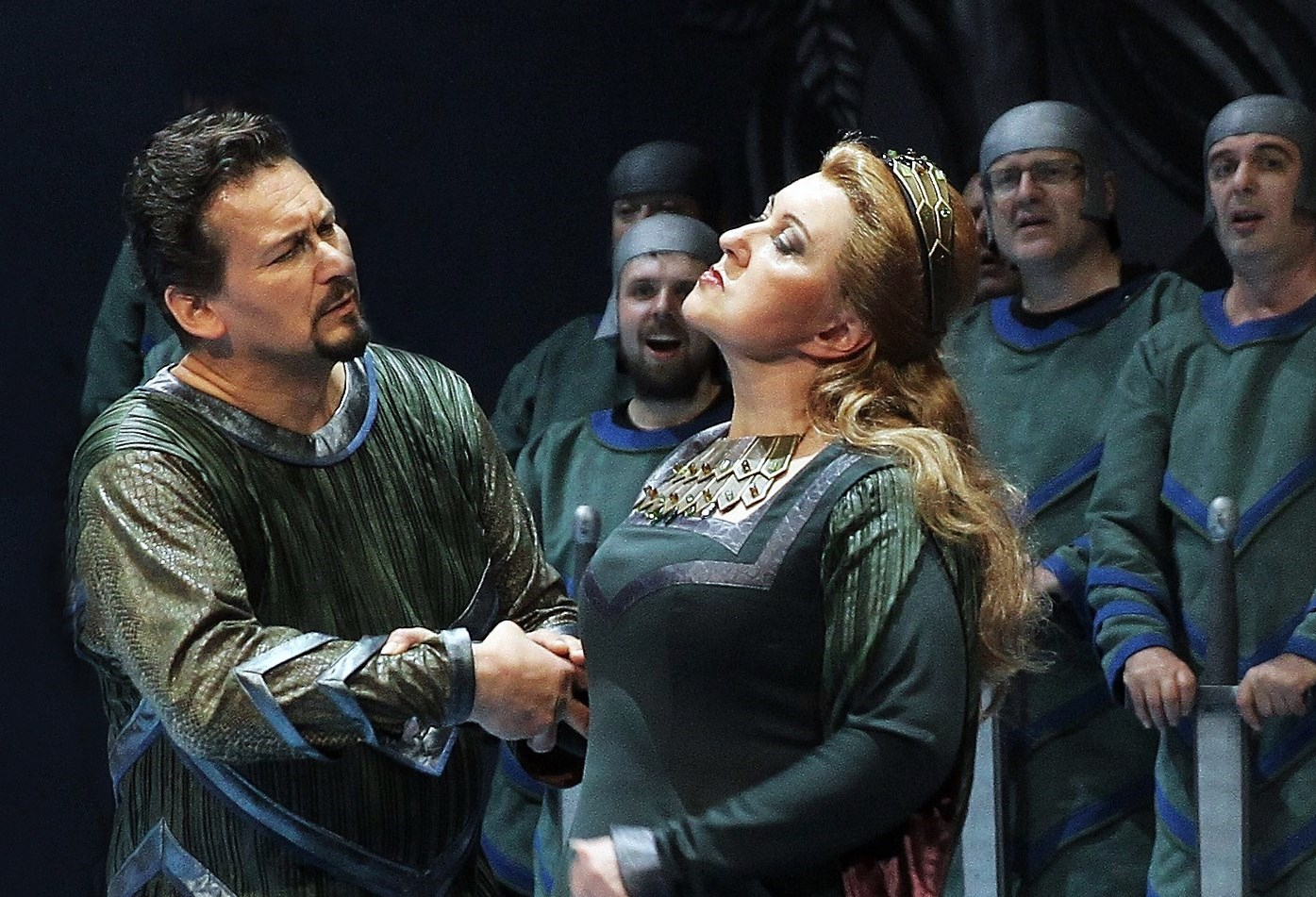
Martin Bárta, baritono ceco
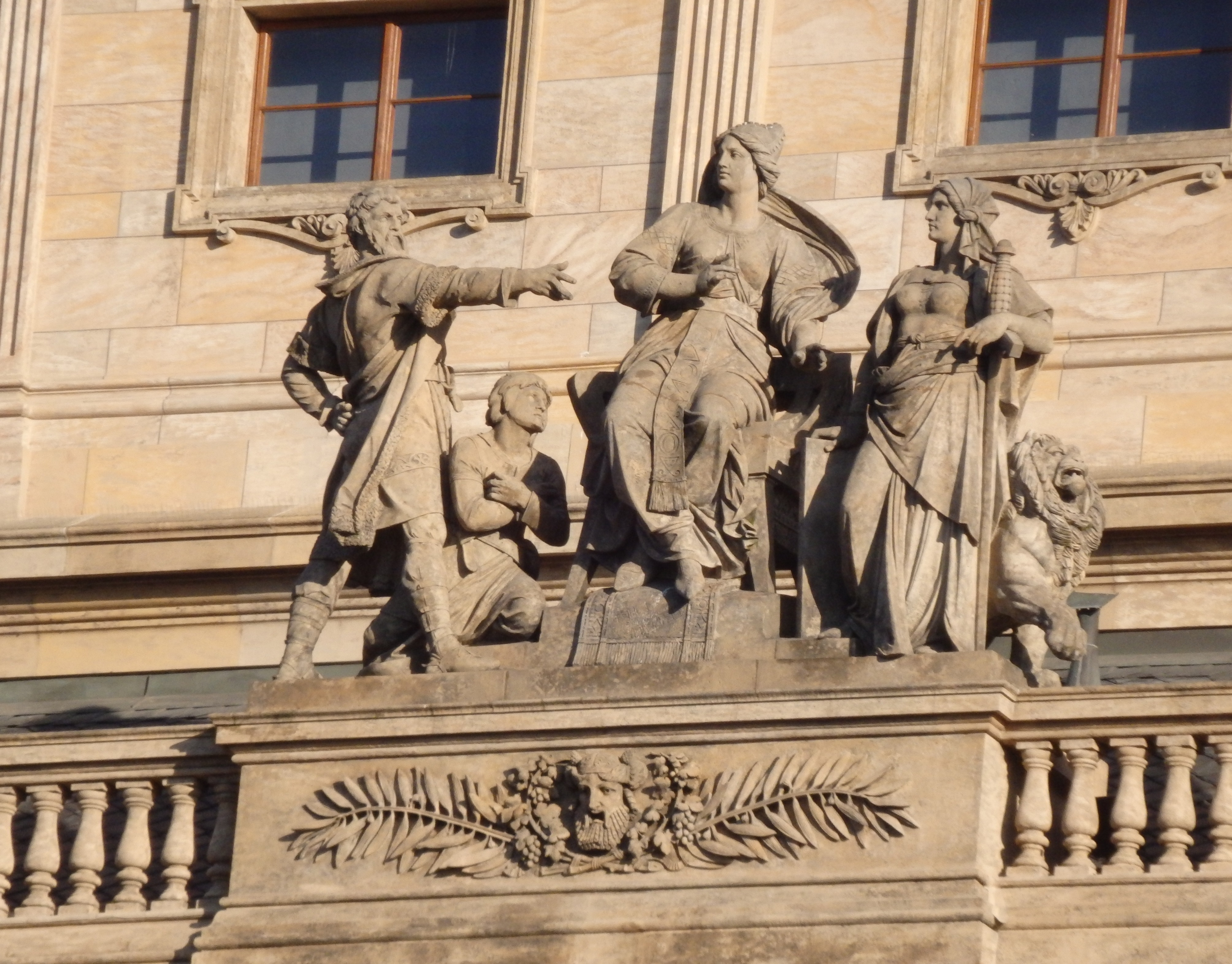
Antonín Wagner: Dramma, Teatro Nazionale di Praga
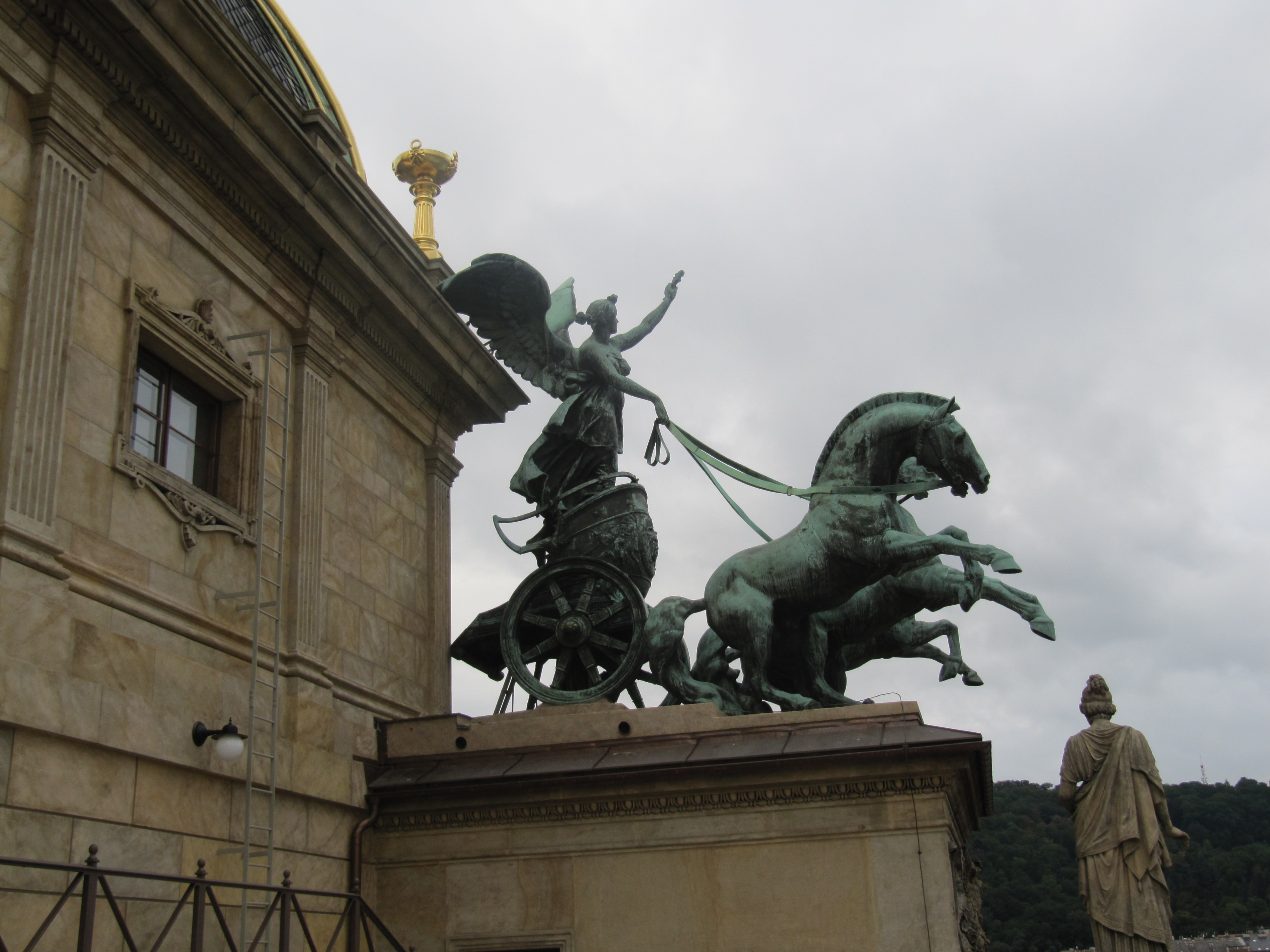
Teatro Nazionale (Nové Město), Praga
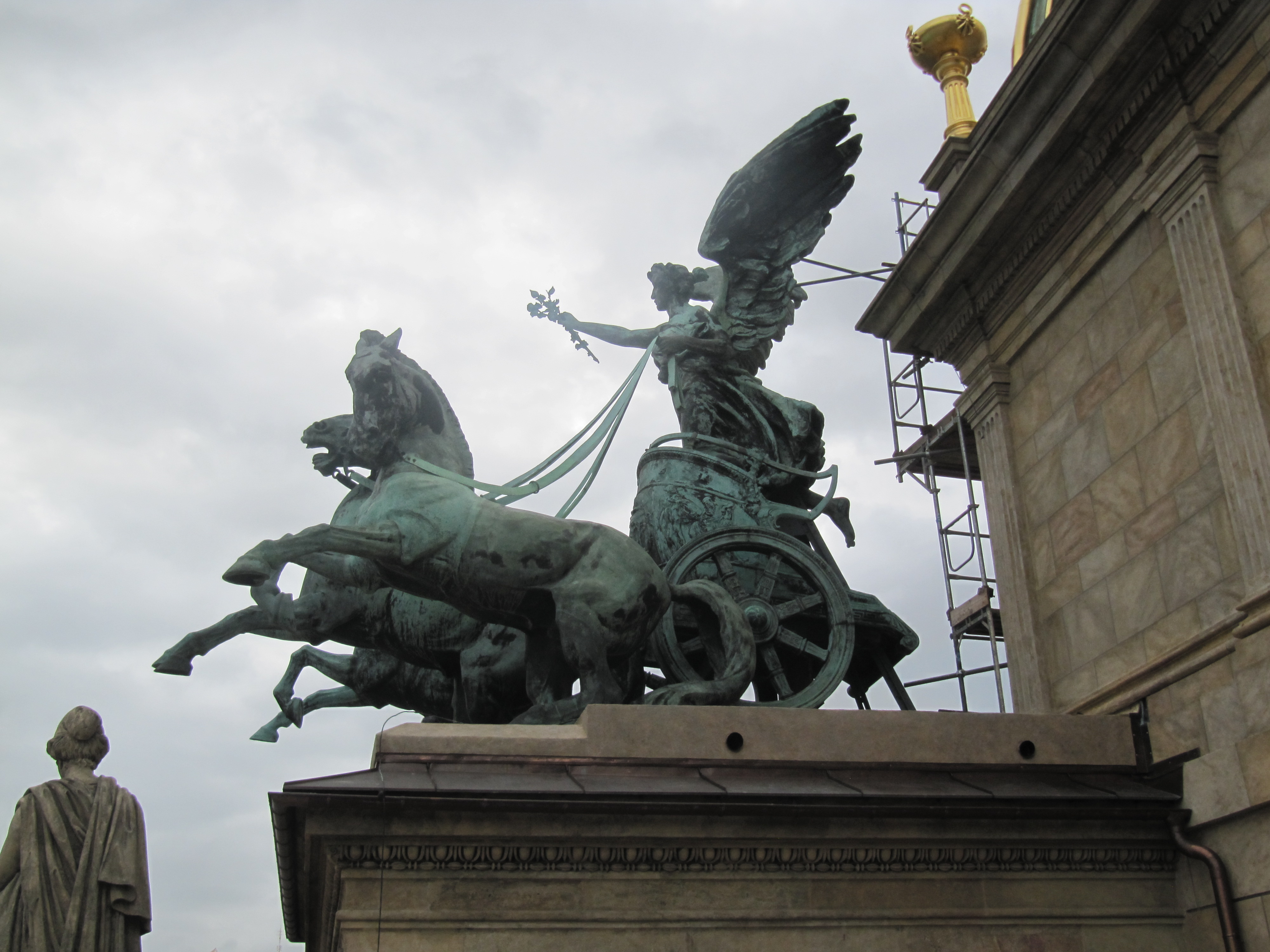
Teatro Nazionale (Nové Město), Praga
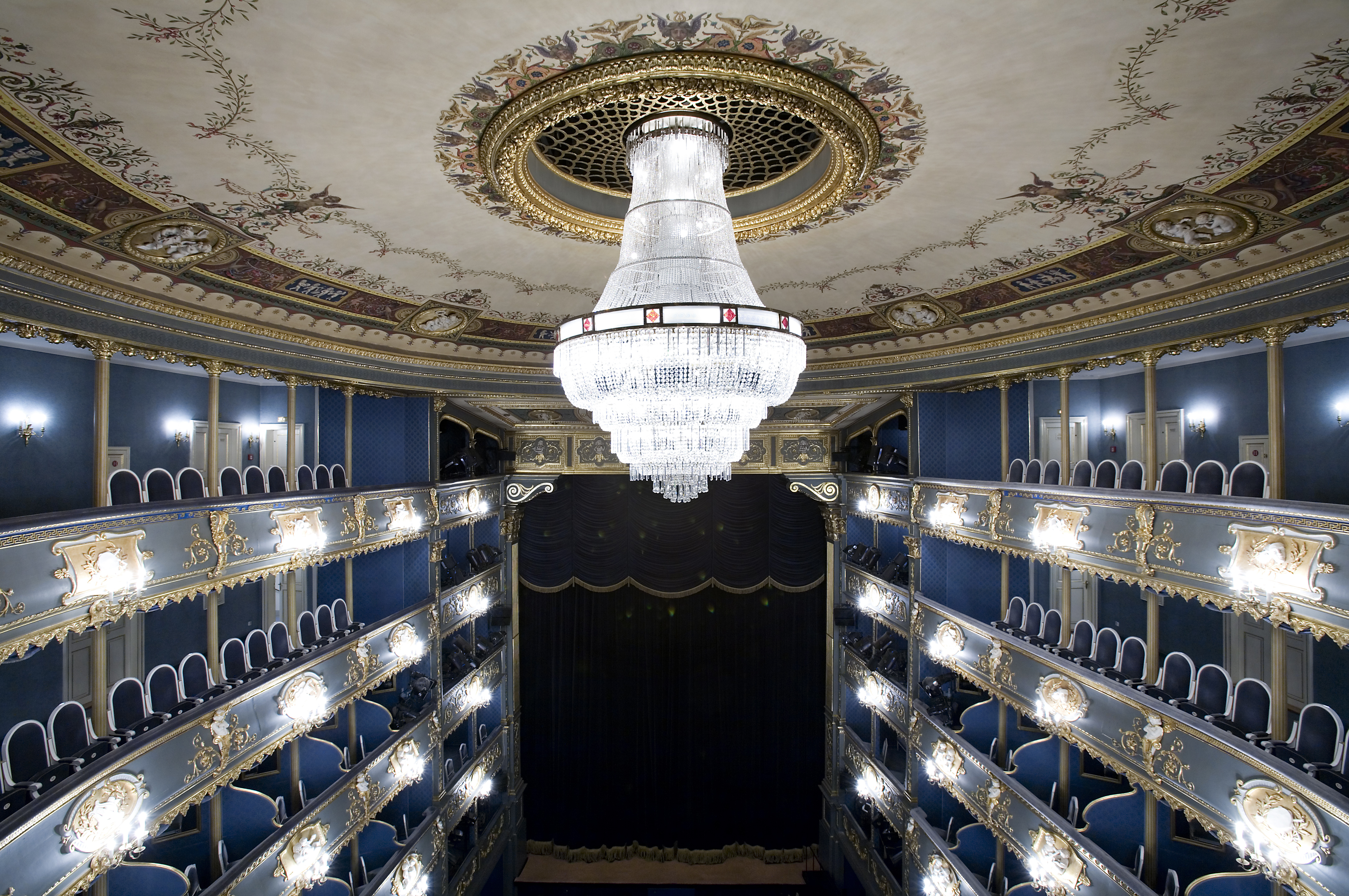
Teatro Nazionale, Teatro degli Stati, Praga